# OLinuXino
OLinuXino est  un ensemble de nano-ordinateurs, sous forme de carte mères en matériel libre, sous licence Creative Commons Attribution-Share Alike 3.0 et accompagnées de logiciels libres, sous licence GPL, créés par Olimex et basés sur des SoC d'architecture ARM. Les deux marques de SoC utilisées sont Freescale et AllWinner, contenant de nombreux GPIO et capables de fonctionner à des températures allant de - 25 °C et + 85 °C. Ces cartes peuvent donc autant être utilisées comme ordinateur de bureau, comme serveur très basse consommation que comme système embarqué dans des conditions extrêmes.

## Modèles
Basés sur le Freescale iMX233 :
- iMX233-OLinuXino-MAXI
- iMX233-OLinuXino-MINI
- iMX233-OLinuXino-MICRO
- iMX233-OLinuXino-MINI-WiFi, comportant un module Wi-Fi intégré.

Basés sur le AllWinner A13
- A13-OLinuXino
- A13-OLinuXino-WiFi (comportant un module Wi-Fi intégré.
- A13-OLinuXino-MICRO

Basés sur le AllWinner A10S
- A10S-OLinuXino-MICRO
- A10S-OLinuXino-MICRO-4GB

Basés sur le AllWinner A20
- A20-OLinuXino-MICRO
- A20-OLinuXino-MICRO-4GB